# Käthe, Paula und der ganze Rest
Käthe, Paula und der ganze Rest, Untertitel ein Nachschlagewerk, ist ein Lexikon mit Biographien zu rund „1200 Künstlerinnen und 700 Kunstfreundinnen und Kunstfreunden“ des Vereins der Berliner Künstlerinnen (VdBK). Das Werk erschien anlässlich des 125-jährigen Gründungsjubiläums des Vereins und stellte mit seinen zum größten Teil erstmals veröffentlichten Daten „eine grundlegende Aufarbeitung zum Thema bildende Künstlerinnen dar.“ Die Vornamen im Titel beziehen sich auf die bekanntesten Vertreterinnen des VdBK Käthe Kollwitz und Paula Modersohn-Becker. 
Das vom VdBK im Jahr 1992 herausgegebene Werk erschien in Zusammenarbeit mit der Berlinischen Galerie, Museum für moderne Kunst, Photographie und Architektur und wurde von Carola Muysers, Dietmar Fuhrmann, Susanne Jensen, Ralf Burmeister, Ursula Rüter und Nina Lübbren redigiert. Das Lexikon erschien in der Kupfergraben Verlagsgesellschaft in Berlin mit der ISBN 3-89181-411-9. 
Zum Anlass, der zugehörigen Ausstellung Profession ohne Tradition. 125 Jahre Verein der Berliner Künstlerinnen, erschien ein umfangreicher Katalog, in dem jedoch die Künstlerinnen des VdBK nur namentlich im Register erscheinen. Käthe, Paula und der ganze Rest ergänzt diesen und verzeichnet auf 178 Seiten zusammengedrängt die rund 1200 Künstlerinnen mit jeweiligem Kurzbiogramm (Lebensdaten) und Kurzvita (Tätigkeit, Mitgliedszeiten, Ausstellungen). 
Seit 2017 befindet sich das Archiv des VdBK, auf dem das Nachschlagewerk beruht, in der Akademie der Künste, Berlin, die Einträge des Nachschlagewerkes sind online abrufbar.